# Montierchaume

Montierchaume este o comună în departamentul Indre, Franța. În 1 ianuarie 2022 avea o populație de 1.637 de locuitori.